# フレディ・エレーラ
フレディ・エラディオ・エレーラ・チェン（Freddy Eladio Herrera Cheng、1973年12月17日 - ）はパナマ共和国出身の元野球選手(外野手)。右投右打。

## 経歴
2001年11月に第34回IBAFワールドカップのパナマ代表に選出された。
2002年11月に第15回IBAFインターコンチネンタルカップのパナマ代表に選出された。
2005年9月に第36回IBAFワールドカップのパナマ代表に選出された。
2006年開幕前の3月に第1回WBCのパナマ代表に選出された。シーズンでは打率.463で首位打者のタイトルを獲得した。7月に2006年中央アメリカ・カリブ海競技大会の野球パナマ代表に選出された。
2007年7月に2007年パンアメリカン競技大会の野球パナマ代表に選出された。11月に第37回IBAFワールドカップのパナマ代表に選出された。
2008年にコパ・アメリカ・デ・ベイスボルのパナマ代表に選出された。

## 詳細情報

### 代表歴
- 2001 IBAFワールドカップ パナマ代表
- 2002 IBAFインターコンチネンタルカップ パナマ代表
- 2005 IBAFワールドカップ パナマ代表
- 2006 ワールド・ベースボール・クラシック・パナマ代表
- 2006年中央アメリカ・カリブ海競技大会野球パナマ代表
- 2007年パンアメリカン競技大会野球パナマ代表
- 2007 IBAFワールドカップ パナマ代表
- 2008 コパ・アメリカ・デ・ベイスボル パナマ代表